# Villa Avala à Vrnjačka Banja
La villa Avala à Vrnjačka Banja (en serbe cyrillique : Вила Авала у Врњачкој Бањи ; en serbe latin : Vila Avala u Vrnjačkoj Banji) se trouve à Vrnjačka Banja et dans le district de Raška, en Serbie. Elle est inscrite sur la liste des monuments culturels protégés de la République de Serbie (identifiant no SK 2175),,.

## Présentation
La villa est située 16 rue Vrnjačka, au centre de la station thermale de la ville sur la « Promenade », sur la rive gauche de la rivière Vrnjačka reka.
Le docteur Kosta Petrović Rakičić, plus connu sous le nom de Kosta Rakica, qui a favorisé le développement du tourisme balnéaire à Vrnjačka Banja, a fait construire une maison familiale à la fin des années 1890 pour accueillir les clients de la station thermale ; avant la Première Guerre mondiale, la maison a été achetée par le marchand de Trstenik Boško Janković qui y a ajouté un étage tout en gardant la disposition des pièces et en conservant la même la même technique de construction ; il lui a donné le nom d'« Avala ». Après la Seconde Guerre mondiale, les changements dans le régime de propriété ont permis de transformer le bâtiment pour qu'il accueille plusieurs familles.
De base rectangulaire, la villa prend la forme de la lettre cyrillique « П » allongée ; elle est constituée d'un haut rez-de-chaussée, d'un étage et d'un grenier ; les murs en briques reposent sur un socle en pierres concassées. Conçue de manière symétrique, elle dispose d'un porche central qui ouvre sur un hall d'entrée ; un escalier conduit à l'étage puis à une terrasse protégée par une rambarde en bois. Des éléments triangulaires en bois  décorent les rambardes des terrasses et les pignons du toit.